# Тюрель, Метин
Метин Тюрель (тур. Metin Türel; 13 сентября 1937, Стамбул — 17 ноября 2018, там же) — турецкий футболист и тренер.

## Карьера
Воспитанник «Галатасарай». Не попав в состав команды, выступал на позиции вратаря за различные местные клубы. В 30 лет завершил карьеру футболиста. Самостоятельную тренерскую деятельность начал в команде «Вефа», за которую Тюрель играл в бытность футболистом. В сезоне 1973/74 специалист возглавлял «Бешикташ», с которым становился вице-чемпионом страны. Во время отборочного турнира к чемпионату мира 1978 года Тюрель руководил сборной Турции.
В дальнейшем тренер работал с другими турецкими коллективами. Больше всего он возвращался на пост наставника «Генчлербирлиги» (четыре раза), «Антальяспора» и «Адана Демирспора» (по три раза). Наибольших успехов специалист добился с первой командой. В 1987 году он привёл его к победе в Кубке Турции. Этот титул стал для «Генчлербирлиги» первым в истории. Помимо клубной работы, Метин Тюрель некоторое время трудился со сборными Саудовской Аравии и Руанды.
17 ноября 2018 года специалист скончался у себя дома. В связи с его кончиной была объявлена минута молчания перед началом матча Лиги наций УЕФА между сборными Турции и Швеции.

## Достижения
- Обладатель Кубка Турции: 1986/87
- Вице-чемпион Турции: 1973/74